# سیارک ۲۰۲۶۵
سیارک ۲۰۲۶۵ (به انگلیسی: 20265 Yuyinchen، نامگذاری:1998FP23) بیست هزار و دویست و شصت و پنجمین سیارک کشف شده‌است که در ۲۰ مارس ۱۹۹۸ کشف شد.
قدر مطلق سیارک برابر ۱۰٫۷ است.